# Woldia
Woldia (gî'îz ወልደያ) este un oraș din Etiopia.